# 110 meter horden
De 110 meter horden is een onderdeel binnen de atletiek dat uitsluitend door mannen wordt gelopen. Vrouwen lopen 100 m horden. Sinds de Olympische Spelen van 1896 is de 110 m horden een olympisch onderdeel.

## Specificaties en regels
Over de afstand staan tien horden verdeeld met een hoogte van 1,067 meter (3½ feet). De eerste horde staat 13,72 meter (15 yards) van de start en daarna staan alle hordes 9,14 meter (10 yards) van elkaar af. De hordes zijn zo gemaakt, dat ze omvallen als je ze raakt. Dit is toegestaan, zolang een omgevallen horde de tegenstander niet hindert.

## Records
Het huidige wereldrecord is in handen van Aries Merritt uit de Verenigde Staten. Het Nederlandse record is met 13,15 s sinds juli 1999 in handen van Robin Korving, het Belgische record staat met 13,25 s op naam van Jonathan N'Senga.

## Top tien aller tijden
Tussen haakjes: Wind gemeten in m/s.
| Pos. | Tijd         | Atleet            | Land                | Plaats         | Datum            |
| ---- | ------------ | ----------------- | ------------------- | -------------- | ---------------- |
| 1    | 12,80 (+0,3) | Aries Merritt     | Verenigde Staten    | Brussel        | 7 september 2012 |
| 2    | 12,81 (+1,8) | Grant Holloway    | Verenigde Staten    | Eugene         | 26 juni 2021     |
| 3    | 12,84 (+1,6) | Devon Allen       | Verenigde Staten    | New York       | 12 juni 2022     |
| 4    | 12,87 (+0,9) | Dayron Robles     | Cuba                | Ostrava        | 12 juni 2008     |
| 5    | 12,88 (+1,1) | Liu Xiang         | China               | Lausanne       | 11 juli 2006     |
| 6    | 12,89 (+0,5) | David Oliver      | Verenigde Staten    | Parijs         | 16 juli 2010     |
| 7    | 12,90 (+1,1) | Dominique Arnold  | Verenigde Staten    | Lausanne       | 11 juli 2006     |
| 7    | 12,90 (+0,7) | Omar McLeod       | Jamaica             | Kingston       | 24 juni 2017     |
| 9    | 12,91 (+0,5) | Colin Jackson     | Verenigd Koninkrijk | Stuttgart      | 20 augustus 1993 |
| 10   | 12,92 (-0,1) | Roger Kingdom     | Verenigde Staten    | Zürich         | 16 augustus 1989 |
| 10   | 12,92 (+0,9) | Allen Johnson     | Verenigde Staten    | Atlanta        | 23 juni 1996     |
| 10   | 12,92 (+0,6) | Sergej Sjoebenkov | Rusland             | Székesfehérvár | 2 juli 2018      |

Bijgewerkt: 18 augustus 2022

## Continentale records
| Continent                | Geslacht | Prestatie  | Atleet           | Land | Datum            | Plaats         |
| ------------------------ | -------- | ---------- | ---------------- | ---- | ---------------- | -------------- |
| Afrika                   | M        | 13,11      | Antonio Alkana   | RSA  | 5 juni 2017      | Praag          |
| Noord- en Midden-Amerika | M        | 12,80 (WR) | Aries Merritt    | USA  | 7 september 2012 | Brussel        |
| Zuid-Amerika             | M        | 13,17      | Rafael Pereira   | BRA  | 23 juni 2022     | Rio de Janeiro |
| Azië                     | M        | 12,88      | Liu Xiang        | CHN  | 11 juli 2006     | Lausanne       |
| Europa                   | M        | 12,91      | Colin Jackson    | GBR  | 20 augustus 1993 | Stuttgart      |
| Oceanië                  | M        | 13,29      | Kyle Vander Kuyp | AUS  | 11 augustus 1995 | Göteborg       |

Bijgewerkt tot 18 augustus 2022

## Wereldrecordontwikkeling
| Tijd (s)                   | Naam                   | Nationaliteit     | Datum             | Plaats            |
| Handgeklokte tijd          | Handgeklokte tijd      | Handgeklokte tijd | Handgeklokte tijd | Handgeklokte tijd |
| -------------------------- | ---------------------- | ----------------- | ----------------- | ----------------- |
| 15,0                       | Forrest Smithson       | USA               | 27.07.1908        | Londen            |
| 14,8                       | Earl Thomson           | CAN               | 18.08.1920        | Antwerpen         |
| 14,8                       | Sten Pettersson        | SWE               | 18.09.1927        | Stockholm         |
| 14 3/5                     | George Weightman-Smith | SAF               | 31.07.1928        | Amsterdam         |
| 14,4                       | Eric Wennström         | SWE               | 25.08.1929        | Stockholm         |
| 14,4                       | Bengt Sjöstedt         | FIN               | 05.09.1931        | Helsinki          |
| 14,4                       | Percy Beard            | USA               | 23.06.1932        | Cambridge         |
| 14,4                       | John Keller            | USA               | 16.07.1932        | Palo Alto         |
| 14,4                       | George Saling          | USA               | 02.08.1932        | Los Angeles       |
| 14,4                       | John Morriss           | USA               | 12.08.1933        | Boedapest         |
| 14,4                       | John Morriss           | USA               | 08.09.1933        | Turijn            |
| 14,3                       | Percy Beard            | USA               | 26.07.1934        | Stockholm         |
| 14,2                       | Percy Beard            | USA               | 06.08.1934        | Oslo              |
| 14,2                       | Alvin Moreau           | USA               | 02.08.1935        | Oslo              |
| 14,1                       | Forrest Towns          | USA               | 19.06.1936        | Chicago           |
| 14,1                       | Forrest Towns          | USA               | 06.08.1936        | Berlijn           |
| 13,7                       | Forrest Towns          | USA               | 27.08.1936        | Oslo              |
| 13,7                       | Fred Walcott           | USA               | 29.06.1941        | Philadelphia      |
| 13,6                       | Richard Attlesey       | USA               | 24.06.1950        | College Park      |
| 13,5                       | Richard Attlesey       | USA               | 10.07.1950        | Helsinki          |
| 13,4                       | Jack Davis             | USA               | 22.06.1956        | Bakersfield       |
| 13,2                       | Martin Lauer           | FRG               | 07.07.1959        | Zürich            |
| 13,2                       | Lee Calhoun            | USA               | 21.08.1960        | Bern              |
| 13,2 (13,43)               | Earl McCullouch        | USA               | 16.07.1967        | Minneapolis       |
| 13,2                       | Willie Davenport       | USA               | 04.07.1969        | Zürich            |
| 13,2 (13,24)               | Rod Milburn            | USA               | 07.09.1972        | München           |
| 13,1                       | Rod Milburn            | USA               | 06.07.1973        | Zürich            |
| 13,1                       | Rod Milburn            | USA               | 22.07.1973        | Siena             |
| 13,1                       | Guy Drut               | FRA               | 23.07.1975        | Saint Maur        |
| 13,0                       | Guy Drut               | FRA               | 22.08.1975        | Berlijn           |
| Elektronisch geklokte tijd |                        |                   |                   |                   |
| 13,24 (13,2)               | Rod Milburn            | USA               | 07.09.1972        | München           |
| 13,21                      | Alejandro Casanas      | CUB               | 21.08.1977        | Sofia             |
| 13,16                      | Renaldo Nehemiah       | USA               | 14.04.1979        | San José          |
| 13,00                      | Renaldo Nehemiah       | USA               | 06.05.1979        | Westwood          |
| 12,93                      | Renaldo Nehemiah       | USA               | 19.08.1981        | Zürich            |
| 12,92                      | Roger Kingdom          | USA               | 16.08.1989        | Zürich            |
| 12,91                      | Colin Jackson          | GBR               | 20.08.1993        | Stuttgart         |
| 12,91                      | Liu Xiang              | CHN               | 27.08.2004        | Athene            |
| 12,88                      | Liu Xiang              | CHN               | 11.07.2006        | Lausanne          |
| 12,87                      | Dayron Robles          | CUB               | 12.06.2008        | Ostrava           |
| 12,80                      | Aries Merritt          | USA               | 07.09.2012        | Brussel           |

1896: Tom Curtis ·
1900: Alvin Kraenzlein ·
1904: Frederick Schule ·
1908: Forrest Smithson ·
1912: Fred Kelly ·
1920: Earl Thomson ·
1924: Daniel Kinsey ·
1928: Sydney Atkinson ·
1932: George Saling ·
1936: Forrest Towns ·
1948: William Porter ·
1952: Harrison Dillard ·
1956: Lee Calhoun ·
1960: Lee Calhoun ·
1964: Hayes Jones ·
1968: Willie Davenport ·
1972: Rod Milburn ·
1976: Guy Drut ·
1980: Thomas Munkelt ·
1984: Roger Kingdom ·
1988: Roger Kingdom ·
1992: Mark McKoy ·
1996: Allen Johnson ·
2000: Anier García ·
2004: Liu Xiang ·
2008: Dayron Robles ·
2012: Aries Merritt ·
2016: Omar McLeod ·
2020: Hansle Parchment ·
2024: Grant Holloway
1983 Greg Foster ·
1987 Greg Foster ·
1991 Greg Foster ·
1993 Colin Jackson ·
1995 Allen Johnson ·
1997 Allen Johnson ·
1999 Colin Jackson ·
2001 Allen Johnson ·
2003 Allen Johnson ·
2005 Ladji Doucouré ·
2007 Liu Xiang ·
2009 Ryan Brathwaite ·
2011 Jason Richardson ·
2013 David Oliver ·
2015 Sergej Sjoebenkov ·
2017 Omar McLeod ·
2019 Grant Holloway ·
2022 Grant Holloway ·
2023 Grant Holloway